# Mercedes EQ Formula E Team
La Mercedes-Benz EQ Formula E Team è stata una scuderia automobilistica di Formula E. La scuderia ha fatto esordio nella stagione 2019-2020 all'E-Prix di Dirʿiyya 2019.. Nel 2021 la scuderia vince sia il titolo costruttore e quello piloti con Nyck de Vries. Nel 2022 la scuderia vince nuovamente sia il titolo costruttore e quello piloti con Stoffel Vandoorne.

## Storia

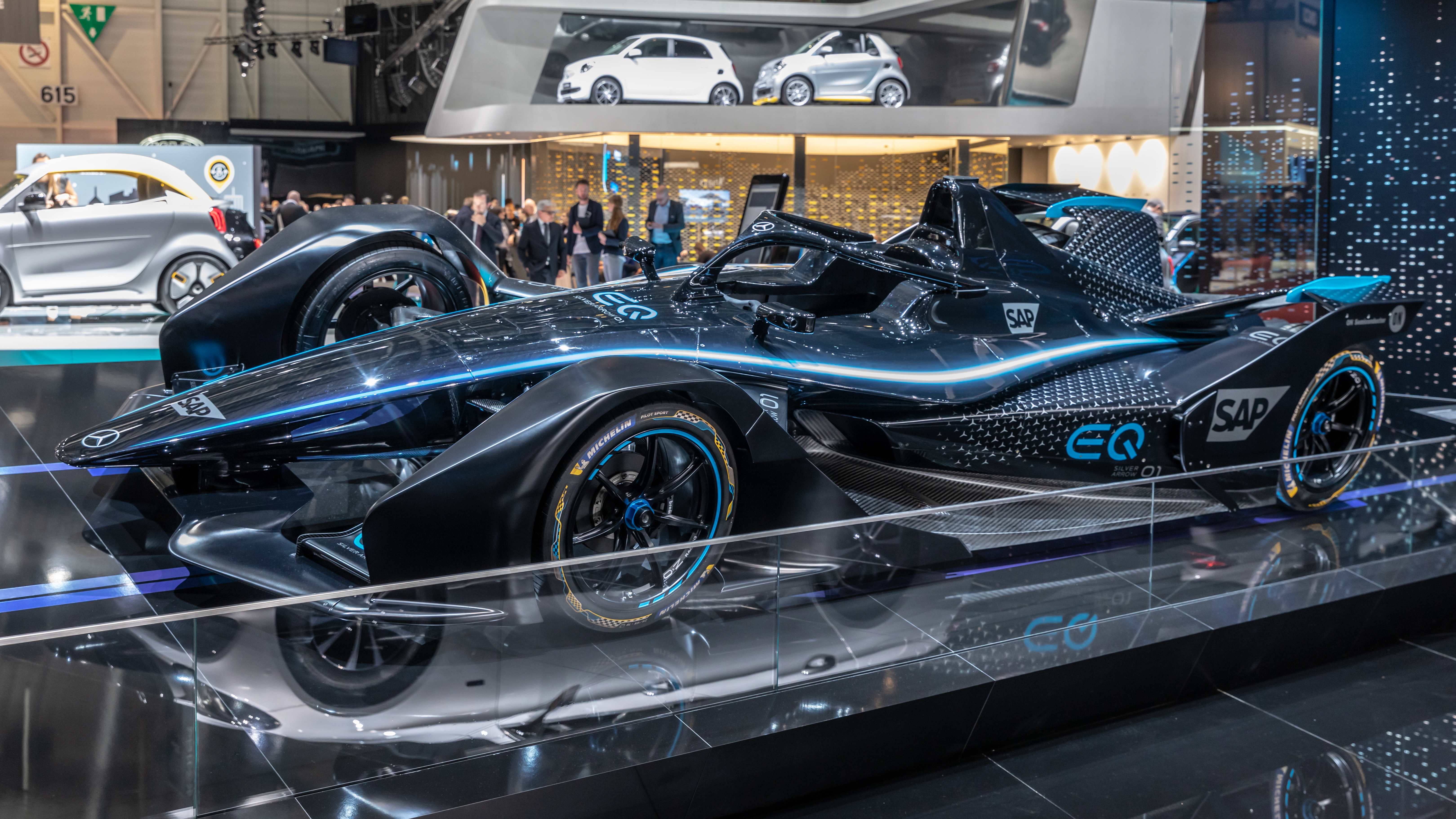
Mercedes-Benz EQ Silver Arrow 01

Il 24 luglio 2017 la Mercedes ha annunciato che avrebbe partecipato al campionato di Formula E a partire dalla stagione 2019-2020 e che avrebbe lasciato il Deutsche Tourenwagen Masters (DTM) alla fine della stagione 2018, campionato in cui correva ininterrottamente da circa 30 anni. Mercedes annunciò anche che la scuderia per la Formula E sarebbe stata supportata dal team di Formula 1 Mercedes-AMG F1.
Il team, chiamato Mercedes-Benz EQ Formula E Team, ha la stessa sede e utilizza le stesse strutture del team Mercedes-AMG F1 a Brixworth, nel Regno Unito, per lo sviluppo della monoposto e per la gestione della scuderia.
La Mercedes ha già partecipato indirettamente alla Formula E nella stagione 2018-2019 attraverso la HWA Racelab, team cliente che gestiva le vetture Mercedes per il campionato DTM.
Nel agosto del 2021 il team annuncia che la stagione 2021-2022 sarà l'ultima nella serie elettrica. Il 14 maggio viene annunciata la vendita del team alla McLaren.

### Stagione 2019-2020
Al Salone di Ginevra la Mercedes ha presentato la Mercedes-Benz EQ Silver Arrow 01, dotata di livrea test, al pubblico per la prima volta.
L'annuncio ufficiale del team è avvenuto l'11 settembre 2019 al Salone di Francoforte dove sono stati presentati i due piloti, l'ex HWA Stoffel Vandoorne e il rookie Nyck de Vries, e il team principal Ian James. Inoltre è stata presentata la livrea definitiva della monoposto. Il 22 novembre 2019 fa la prima gara da team ufficiale in Formula E conquistando un podio (Gara 1 Al-Diriyah).
Il 29 luglio 2020 la scuderia ha annunciato che le ultime 6 corse della stagione verranno corse con una livrea nera.
La vettura ha una batteria da 54 kWh, pesano 385 kg e si ricarica in 45 minuti, velocità massima 280 km/h e accelerazione 0-100 in 2,8 secondi, grazie al motore da 340 CV.

### Stagione 2020-2021
Per la stagione 2020-2021, la scuderia conferma Stoffel Vandoorne e Nyck de Vries come piloti e abbandona la livrea nera, per tornare a quella nero/argento.
Nella gara 1 dell'Eprix di Roma entrambe le vetture sono costrette al ritiro per un contatto tra le due dopo che la loro traiettoria era interrotta da una vettura con problemi di energia. 
In gara 2 Vandoorne riesce a vincere.
Nella gara 1 di Valencia, inaspettatamente De Vries vince e Vandoorne arriva terzo per una migliore strategia di risparmio batteria;molte delle altre vetture in questa gara non riusciranno ad arrivare al traguardo. A fine anno il team risulterà primo in classifica mondiale con De Vries che si aggiudica il titolo piloti.

## Risultati sportivi
| Anno      | Vettura                           | Gomme | No. | Piloti            | 1   | 2   | 3    | 4    | 5   | 6    | 7    | 8    | 9    | 10   | 11  | 12  | 13  | 14  | 15  | 16  | Punti | Pos. |
| --------- | --------------------------------- | ----- | --- | ----------------- | --- | --- | ---- | ---- | --- | ---- | ---- | ---- | ---- | ---- | --- | --- | --- | --- | --- | --- | ----- | ---- |
| 2019-20   | Mercedes-Benz EQ Silver Arrow 01  | M     |     |                   | DIR | DIR | SAN  | MEX  | MAR | BER  | BER  | BER  | BER  | BER  | BER |     |     |     |     |     | 147   | 3°   |
| 2019-20   | Mercedes-Benz EQ Silver Arrow 01  | M     | 5   | Stoffel Vandoorne | 3*  | 3*  | 6*   | NC*  | 15* | 6*   | 5*   | Rit* | 12*  | 9*   | 1*  |     |     |     |     |     | 147   | 3°   |
| 2019-20   | Mercedes-Benz EQ Silver Arrow 01  | M     | 17  | Nyck de Vries     | 6*  | 16* | 5*   | Rit* | 11  | 4    | Rit* | 18   | 4    | 14   | 2*  |     |     |     |     |     | 147   | 3°   |
| 2020-21   | Mercedes-Benz EQ Silver Arrow 02  | M     |     |                   | DIR | DIR | ROM  | ROM  | VAL | VAL  | MON  | PUE  | PUE  | NYC  | NYC | LON | LON | BER | BER |     | 181   | 1º   |
| 2020-21   | Mercedes-Benz EQ Silver Arrow 02  | M     | 5   | Stoffel Vandoorne | 8*  | 13* | Rit* | 1*   | 3*  | Rit* | Rit* | 7*   | 13*  | Rit* | 12* | 7*  | 15* | 12* | 3G* |     | 181   | 1º   |
| 2020-21   | Mercedes-Benz EQ Silver Arrow 02  | M     | 17  | Nyck de Vries     | 1G* | 9*  | Rit* | Rit* | 1   | 16*  | Rit* | 9*   | Rit* | 13*  | 18* | 2*  | 2*  | 22* | 8*  |     | 181   | 1º   |
| 2021-2022 | Spark-Mercedes EQ Silver Arrow 02 | M     |     |                   | DIR | DIR | MEX  | ROM  | ROM | MON  | BER  | BER  | GIA  | MAR  | NYC | NYC | LDN | LDN | SEO | SEO | 319   | 1º   |
| 2021-2022 | Spark-Mercedes EQ Silver Arrow 02 | M     | 5   | Stoffel Vandoorne | 2*  | 7*  | 11   | 3*   | 5*  | 1    | 3*   | 3*   | 5*   | 8*   | 4*  | 2*  | 2*  | 4*  | 5*  | 2*  | 319   | 1º   |
| 2021-2022 | Spark-Mercedes EQ Silver Arrow 02 | M     | 17  | Nyck de Vries     | 1*  | 10* | 6*   | Rit* | 14  | 10*  | 10*  | 1*   | Rit* | 6    | 8   | 7*  | 6   | 3   | Rit | Rit | 319   | 1º   |

| Legenda | 1º posto                | 2º posto        | 3º posto            | A punti      | Senza punti | Grassetto=Pole position Corsivo=Giro più veloce |
| Legenda | Solo prove/Terzo pilota | Non qualificato | Ritirato/Non class. | Squalificato | Non partito | Grassetto=Pole position Corsivo=Giro più veloce |

- G: Pilota col giro più veloce nel gruppo di qualifica.
- *: Fanboost